# Škoda 16T
Škoda 16T (торговий бренд Elektra) — чеський п'ятисекційний низькопідлоговий трамвай, виготовлений у 2006-2007 роках компанією Škoda Transportation для Вроцлава. 
Дизайн вагона був розроблений «Porsche Design Group», дочірньою компанією Porsche.

## Конструкція
16T — односторонній шестивісний зчленований п'ятисекційний частково низькопідлоговий трамвайний вагон. 
З правого боку кузова вагону розташовано шість розсувних дверей (чотири двостулкові, дві одностулкові).
Конструкція трамвая 16T в основному базується на типі Škoda 05T. 
Деякі елементи (включаючи дизайн) є похідними від трамвая Škoda 14T.
Перша, третя і п'ята секції встановлені на візки, друга і четверта підвішені між навколишніми секціями. 
Частка низької підлоги (350 мм над верхньою частиною рейки) досягає 65%. 
Різниця у висоті низькопідлогової і високопідлогової частини компенсується одним кроком. 
Електрообладнання трамвая розташоване на даху.
Транспортна компанія у Вроцлаві у 2020 році підписала контракт з варшавською компанією SAATZ на комплексну модернізацію всіх автомобілів 16T. 
Планується реконструкція механічної частини транспортних засобів та салону, інший вигляд отримають і трамваї. 

Перший модернізований вагон був представлений у березні 2021 року, модифікація всіх транспортних засобів має бути завершена до травня 2022 року.

## Використання
| Держава | Місто   | Мережа               | Роки виготовлення | Кількість | №         | коментар | Джерело     |
| ------- | ------- | -------------------- | ----------------- | --------- | --------- | -------- | ----------- |
| Польща  | Вроцлав | Вроцлавський трамвай | 2006              | 1         | 3001      |          | [ 4 ] [ 5 ] |
| Польща  | Вроцлав | Вроцлавський трамвай | 2007              | 16        | 3002–3017 |          | [ 4 ] [ 5 ] |